# 卢瓦尔河畔阿夫里勒
卢瓦尔河畔阿夫里勒（法語：Avril-sur-Loire，法語發音：[avʁil syʁ lwaʁ]）是法国涅夫勒省的一个市镇，属于讷韦尔区。

## 地理
卢瓦尔河畔阿夫里勒（46°49'11"N, 3°21'28"E）面积24.86 平方千米，位于法国勃艮第-弗朗什-孔泰大區涅夫勒省，该省份为法国中部省份，北至约讷省，西北接卢瓦雷省，西接谢尔省，南至阿列省，东南接索恩-卢瓦尔省，东临科多尔省。
与卢瓦尔河畔阿夫里勒接壤的市镇（或旧市镇、城区）包括：卢瓦尔河畔苏日、圣日耳曼-沙斯奈、圣帕里兹昂维里、德西茲、德吕-帕里尼、卢瓦尔河畔弗勒里、讷维尔莱德西兹。

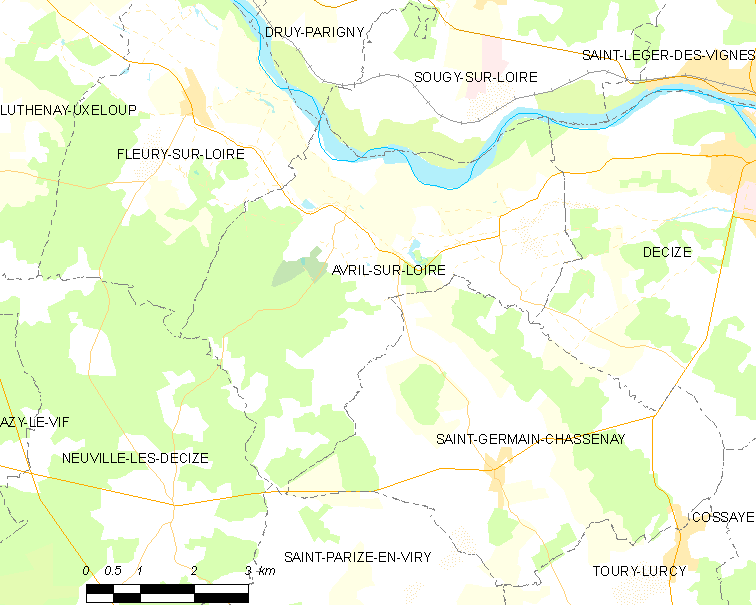
卢瓦尔河畔阿夫里勒的OSM定位图

卢瓦尔河畔阿夫里勒的时区为UTC+01:00、UTC+02:00（夏令时）。

## 行政
卢瓦尔河畔阿夫里勒的邮政编码为58300，INSEE市镇编码为58020。

## 政治
卢瓦尔河畔阿夫里勒所属的省级选区为圣皮埃尔勒穆捷县。

## 人口

1962-2008年间卢瓦尔河畔阿夫里勒人口变化图示

卢瓦尔河畔阿夫里勒于2022年1月1日时的人口数量为247人。